# Імені Мукана Тулебаєва
імені Мука́на Тулеба́єва (каз. М.Төлебаев ат.а.) — село у складі Саркандського району Жетисуської області Казахстану. Адміністративний центр Карашиганського сільського округу.
У радянські часи село називалось Підсобне хозяйство Лепси, або Тулебаєво.
Населення — 633 особи (2021; 817 у 2009, 932 у 1999, 1313 у 1989).